# هاريسونبورغ
هاريسونبورغ (فيرجينيا) (بالإنجليزية: Harrisonburg, Virginia)‏ هي مدينة تقع في الولايات المتحدة في فيرجينيا. يقدر عدد سكانها بـ 48,914 نسمة وترتفع عن سطح البحر 404 متر.

## التركيبة السكانية
حدّد مكتب تعداد الولايات المتحدة بيانات التركيبة السكانية لهاريسونبورغ في تعداد الولايات المتحدة. في ما يلي، التركيبة السكانية حسب تعدادي 2000 و2010.

### تعداد عام 2000
بلغ عدد سكان هاريسونبورغ 40,468 نسمة بحسب تعداد عام 2000، وبلغ عدد الأسر 13,133 أسرة وعدد العائلات 6,442 عائلة مقيمة في المدينة. في حين سجلت الكثافة السكانية 898.5 نسمة لكل كيلومتر مربع (2,327.1/ميل2). وبلغ عدد الوحدات السكنية 13,689 وحدة بمتوسط كثافة قدره 303.9 لكل كيلومتر مربع (787.1/ميل2).
وتوزع التركيب العرقي للمدينة بنسبة 84.84% من البيض و5.92% من الأمريكيين الأفارقة و0.19% من الأمريكيين الأصليين و3.11% من الأمريكيين ذوي الأصول الآسيوية و0.02% من سكان جزر المحيط الهادئ و3.35% من الأعراق الأخرى و2.57% من عرقين مختلطين أو أكثر و8.85% من الهسبانيون أو اللاتينيون من أي عرق.
بلغ عدد الأسر 13,133 أسرة كانت نسبة 25.3% منها لديها أطفال تحت سن الثامنة عشر تعيش معهم، وبلغت نسبة الأزواج القاطنين مع بعضهم البعض 36.4% من أصل المجموع الكلي للأسر، ونسبة 9.3% من الأسر كان لديها معيلات من الإناث دون وجود شريك، بينما كانت نسبة 3.4% من الأسر لديها معيلون من الذكور دون وجود شريكة وكانت نسبة 50.9% من غير العائلات. تألفت نسبة 28.3% من أصل جميع الأسر من عدة أفراد يعيشون في نفس المنزل ونسبة 8.6% كانت تتألف من شخص يعيش بمفرده يبلغ من العمر 65 عاماً أو أكثر. وبلغ متوسط حجم الأسرة المعيشية 2.53، أما متوسط حجم العائلات فبلغ 3.00.
بلغ العمر الوسطي للسكان 22.6 عاماً. وكانت نسبة 15.3% من القاطنين تحت سن الثامنة عشر، وكانت نسبة 25.6% بين الثامنة عشر والرابعة والعشرين عاماً، ونسبة 20.5% كانت واقعةً في الفئة العمرية ما بين الخامسة والعشرين والرابعة والأربعين عاماً، ونسبة 13% كانت ما بين الخامسة والأربعين والرابعة والستين، ونسبة 7.8% كانت ضمن فئة الخامسة والستين عاماً فما فوق. يوجد لكل 100 أنثى 95.1 ذكر، ويوجد لكل 100 أنثى في الثامنة عشر من عمرها فما فوق 92.9 ذكر.
بلغ متوسط دخل الأسرة في المدينة 29,949 دولارًا، أما متوسط دخل العائلة فبلغ 45,159 دولارًا. وكان متوسط دخل الذكور 29,951 دولارًا مقابل 22,910 دولارًا للإناث. وسجل دخل الفرد الخاص بالمدينة 14,898 دولارًا. وكانت نسبة 11.5% من العائلات ونسبة 30.1% من السكان تحت خط الفقر، وكان من هؤلاء نسبة 19.7% تحت سن الثامنة عشر ونسبة 11.4% في الخامسة والستين من العمر وما فوق.

### تعداد عام 2010
بلغ عدد سكان هاريسونبورغ 48,914 نسمة بحسب تعداد عام 2010، وبلغ عدد الأسر 15,988 أسرة وعدد العائلات 7,515 عائلة مقيمة في المدينة. في حين سجلت الكثافة السكانية 1,086 نسمة لكل كيلومتر مربع (2,812.7/ميل2). وبلغ عدد الوحدات السكنية 17,444 وحدة بمتوسط كثافة قدره 387.3 لكل كيلومتر مربع (1,003.1/ميل2).
وتوزع التركيب العرقي للمدينة بنسبة 78.45% من البيض و6.36% من الأمريكيين الأفارقة و0.26% من الأمريكيين الأصليين و3.51% من الأمريكيين ذوي الأصول الآسيوية و0.13% من سكان جزر المحيط الهادئ و8.24% من الأعراق الأخرى و3.05% من عرقين مختلطين أو أكثر و15.67% من الهسبانيون أو اللاتينيون من أي عرق.
بلغ عدد الأسر 15,988 أسرة كانت نسبة 24.4% منها لديها أطفال تحت سن الثامنة عشر تعيش معهم، وبلغت نسبة الأزواج القاطنين مع بعضهم البعض 32.7% من أصل المجموع الكلي للأسر، ونسبة 10.1% من الأسر كان لديها معيلات من الإناث دون وجود شريك، بينما كانت نسبة 4.2% من الأسر لديها معيلون من الذكور دون وجود شريكة وكانت نسبة 53% من غير العائلات. تألفت نسبة 27.3% من أصل جميع الأسر من عدة أفراد يعيشون في نفس المنزل ونسبة 7.9% كانت تتألف من شخص يعيش بمفرده يبلغ من العمر 65 عاماً أو أكثر. وبلغ متوسط حجم الأسرة المعيشية 2.59، أما متوسط حجم العائلات فبلغ 3.06.
بلغ العمر الوسطي للسكان 22.7 عاماً. وكانت نسبة 15% من القاطنين تحت سن الثامنة عشر، وكانت نسبة 41.8% بين الثامنة عشر والرابعة والعشرين عاماً، ونسبة 20.9% كانت واقعةً في الفئة العمرية ما بين الخامسة والعشرين والرابعة والأربعين عاماً، ونسبة 14.1% كانت ما بين الخامسة والأربعين والرابعة والستين، ونسبة 8.2% كانت ضمن فئة الخامسة والستين عاماً فما فوق. وتوزع التركيب الجنسي للسكان بنسبة 46.6% ذكور و53.4% إناث.

## أعلام
- ديل كاري
- كريستي توليفير
- رستي بيترز
- رالف سامبسون
- روبرت جونستون
- جوزيف دبليو. لاتيمر
- تيرنر آشبي
- جون هوارد جيبونز
- صموئيل ب أفيس